# Jezioro Dominikowskie
Jezioro Dominikowskie, Dominikowo Wielkie – jezioro w województwie zachodniopomorskim, w powiecie Choszczeńskim, w gminie Drawno, leżące na terenie Równiny Drawskiej. 
Akwen znajduje się około 5 km na południowy wschód od centrum Drawna. Dojazd do jeziora prowadzi przez wieś Dominikowo. Nad jeziorem od strony wsi jest molo i piaszczysta plaża obok której jest pole biwakowe. Pozostałe brzegi zbiornika są strome porośnięte lasami Puszczy Drawskiej.
Jezioro połączone jest za pomocą rzeki Słopicy z jeziorem Krzywe Dębsko położone za nim, następnie z jeziorem Środkowym. Rzeka Słopica łączy się z Korytnicą która wpada do Drawy.